# Ridge Spring
Ridge Spring – miasto w Stanach Zjednoczonych, w stanie Karolina Południowa, w hrabstwie Saluda.